# Arbre d'hélice

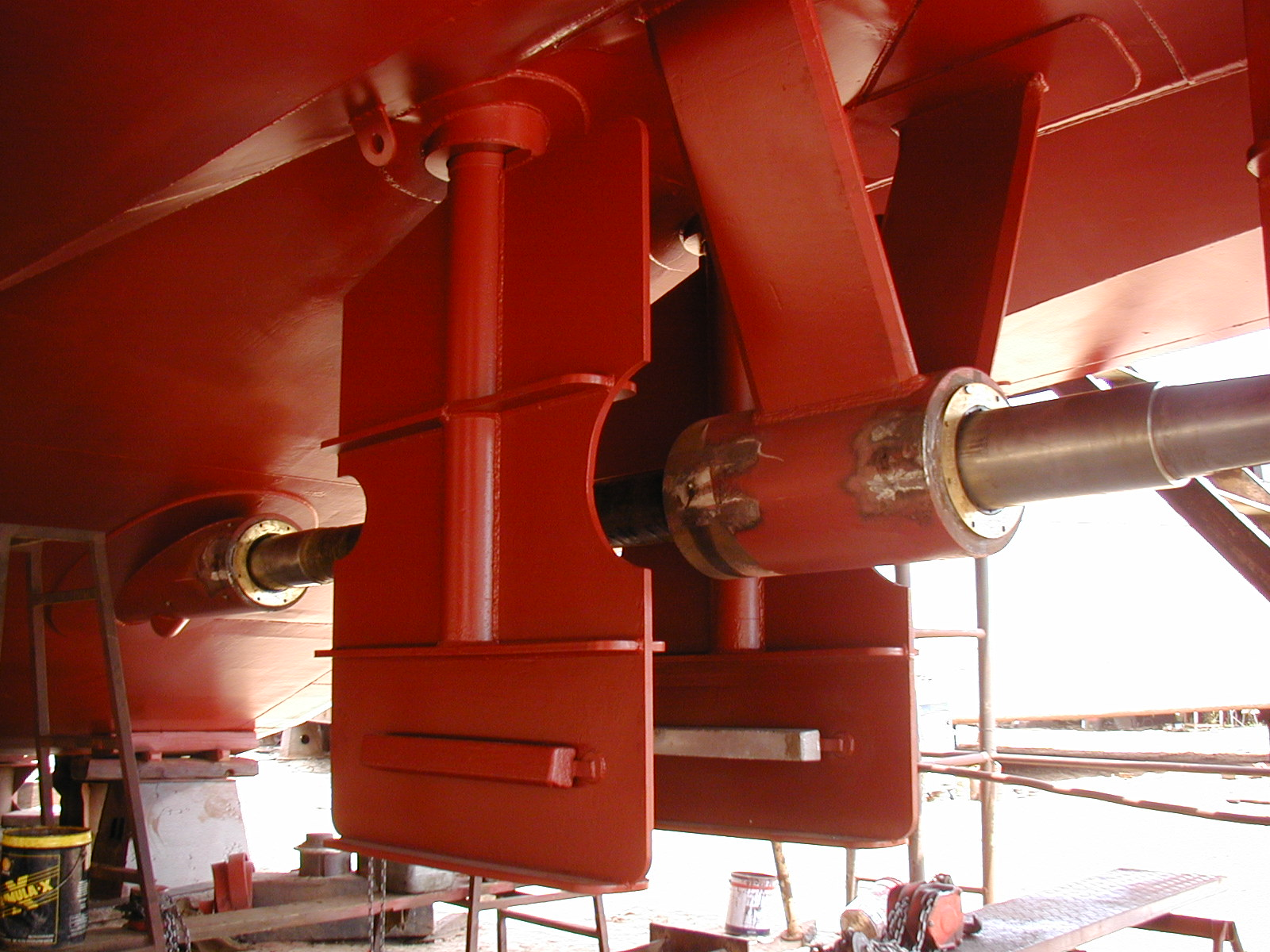
Ligne d'arbre de navire

Un arbre d'hélice est une pièce mécanique, l'arbre, reliant un moteur à une hélice. On l'appelle également arbre porte-hélice ou ligne d'arbre dans le domaine maritime.
Dans de très nombreux cas, la ligne des grands navires est composée de plusieurs arbres. Ainsi, ils ont une ligne d'arbres (ou davantage lorsqu'ils possèdent plusieurs hélices).

## Description
Sur un bateau, chaque arbre d'hélice doit passer à travers la coque. L'étanchéité à cet endroit est assurée par un presse-étoupe. Sur les grands navires, l'alignement de l'arbre d'hélice est un problème majeur posé aux ingénieurs du fait de sa longueur et des efforts qu'il doit supporter. L'arbre est maintenu à plusieurs endroits par des supports (les chaises) reliés à la coque, qui peut subir d'importantes déformations. L'arbre d'hélice est lubrifié afin de minimiser les pertes d'énergie, cette lubrification peut être un simple filet d'eau.

## Encombrements
Les moteurs Diesel des grands navires étant très hauts et très lourds, doivent être judicieusement répartis sur la longueur/largeur du navire. Les arbres d’hélice, reliant chaque moteur à une seule hélice, sont de longueur et d'inclinaison différente ce qui rend leur passage au sein du navire compliqué et encombrant. À titre d'exemple le Harmony of the Seas dispose de trois hélices, donc trois arbres d'hélice, alimentées par 6 moteurs Diesel.

## Évolution
Du fait de la nécessité d'utiliser des moteurs, pour les manœuvres d'accostage précis, des moteurs électriques avec des arbres d’hélice très courts sont utilisés. Ces moteurs électriques ont une plus grande souplesse d’accélération et mème d’inversion que n'ont pas aussi facilement les moteurs Diesel ou les turbines. L'utilisation de pods permet une grande souplesse de manœuvre et la possibilité de supprimer le gouvernail.